# Tepeticpac
Tepeticpac är en ort i Mexiko.   Den ligger i kommunen Eloxochitlán och delstaten Puebla, i den sydöstra delen av landet, 250 km öster om huvudstaden Mexico City. Tepeticpac ligger 2 029 meter över havet och antalet invånare är 112.
Terrängen runt Tepeticpac är kuperad åt nordväst, men åt sydost är den bergig. Runt Tepeticpac är det ganska tätbefolkat, med 144 invånare per kvadratkilometer. Närmaste större samhälle är Zongolica, 18,5 km norr om Tepeticpac. I omgivningarna runt Tepeticpac växer i huvudsak städsegrön lövskog.